# Ільнетури
Ільнету́ри (рос. Ильнетуры, марій. Элнеттӱр) — присілок у складі Волзького району Марій Ел, Росія. Входить до складу Обшиярського сільського поселення.

## Населення
Населення — 364 особи (2010; 376 у 2002).
Національний склад (станом на 2002 рік):
- марі — 91 %